# Кабир
Каби́р (Кабирна́тх, Каби́р Дас, Сант Кабир Сахиб; хинди: कबीर, панджаби: ਕਬੀਰ, урду: کبير; 1440, Бенарес, Пенджаб — 1518, Индия) — средневековый индийский поэт-мистик, поэт-сант, выдающийся реформатор движения бхакти, классик литературы хинди.
В истории религиозной мысли Индии Кабир занимает уникальное место. Для хинду он бхакта-святой, для мусульман — пир, для сикхов — бхагат, для членов ордена кабирпантх, в настоящее время более 1 млн последователей его идей, — аватара, которому сооружены храмы, главный из них «Кабир чаура матх» в Бенаресе. В прогрессивных кругах Индии Кабира признают как поэта-реформатора, открытого врага брахманизма и кастовых различий, института неприкасаемых и всех форм социальной дискриминации, как певца индо-мусульманского единства.
Также гимны Кабира, как авторитетные источники Истины включены в священную книгу сикхов «Адигрантх», или «Гуру Грантх Сахиб», составление которой было завершено в 1604 году при пятом гуру сикхов — Арджуне.

## Происхождение и рождение
Кабир появился на свет в Бенаресе (по другим версиям — недалеко от Азамгарха, в местечке Велхара, или в Магхаре), в семье ткачей. Есть мнение, что он был приёмным сыном. Согласно легенде, вдова некоего брахмана согрешила с молодым аскетом. Когда родился мальчик, мать бросила его на обочине дороги. Ткач мусульманин Ниру нашёл ребёнка, и вместе с женой Нимой воспитал найдёныша, получившего имя Кабир, что значит «Великий» (одно из 99 имён Аллаха). По мнению индийского литературоведа Х. П. Двиведи, родители (или воспитатели) поэта были представителями одной из йогических общин, ранее принявшей ислам.
Каста Кабира была низкородной, и всю жизнь он занимался ткацким ремеслом.

## Творчество
Жизнь Кабира пришлась на эпоху становления индо-мусульманской культуры, эпоху расцвета и демократизации движения бхакти. Именно в это время получило распространение ниргун-бхакти — учение о любви к непроявленному, невоплощенному Абсолюту. Бенарес — город, где поэт-святой провел большую часть своей жизни, — был духовным центром ниргун-бхакти.
Поэзия ниргун-бхакти, к представителям которой можно отнести Кабира, вобрала в себя гуманистические идеи веданты, суфийскую концепцию мистической любви между человеческой душой и Господом, а также некоторые воззрения традиций натхов, сиддхов и тантрических буддистов, среди которых господствовала идея поклонения абстрактному Божеству и которые, подобно мусульманам, не признавали кастовых различий.
В своих произведениях Кабир свободно оперирует терминологией самых разных религиозно-философских школ. Он называет Господа Рам, Хари, Кешав, Мурари, Аллах, Эмир, Хазрат, Пир, Алакх, Ниргун, Анант, Брахман, Атма, Джйоти, Ниранджан, Сатгуру… Бог Кабира един для всех людей и народов, он обитает в каждом сердце и не нуждается в посредниках.
Подобно вишнуитам, главным путём к Господу поэт-сант считал следование бхакти, что подразумевает отказ от эгоизма и известную отрешенность от мирских страстей. По этой причине путь бхакти нельзя назвать совсем уж простым, и трудность этого пути поэт постоянно подчеркивал.
Опираясь на литературную традицию натхов и сиддхов, тяготевшую к жанру аллегории и «сумеречному», энигматическому языку сандья-бхаша, Кабир разработал свою систему образов, свой «код». Наряду с йогическими терминами он использовал в качестве символов обыкновенные предметы, объекты и явления, сопровождавшие людей в повседневной жизни («огонь» (Божественное знание в душе бхакта), «вода» (мирские страсти), «птицы» (освобождение души из круговорота сансары), «загрязненная ткань» (невежество), «дорогое полотно» (истинная любовь к Всевышнему)). Таким образом, даже самые сложные и глубокие духовные идеи становились для простого человека близкими, понятными, узнаваемыми.
Прибегал поэт и к символам, типичным для персидской, суфийской поэзии, в частности к паре роза — пчела: «тело — цветок розы, душа — пчела».
Кабир всегда шёл свей дорогой и полностью не разделял воззрений ни одной из духовных традиций своего времени. Он не признавал что мусульманские, что индуистские обряды, обеты и священные писания(в частности Веды и Пураны), отрицал (хотя и не всегда последовательно) теорию аватар, не разделял отношение к йоге как к главному способу познания Бога и т. д. Мятежные проповеди Кабира восстановили против него очень многих, и в итоге, по наущению богословов различного толка, он был изгнан из Бенареса Сикандар-шахом Лоди (делийским султаном, по легенде уже отдавшим однажды приказ бросить поэта-санта под ноги слону (слон отпрянул прочь)).
Поэтическое наследие Кабира распределяется между двумя традициями — устной и письменной. К устной традиции относятся в первую очередь те стихи-гимны поэта-санта, которые бытуют в среде его религиозных последователей — членов ордена кабирпантх. Сюда же следует отнести афоризмы и изречения Кабира, распространившиеся далеко за рамки ордена в широких массах Северной Индии, и в какой-то мере слившиеся с фольклором. Такие произведения обычно невелики по объёму (преобладающую долю их составляют двустишия), но довольно многочисленны.
В письменную традицию включены собрания речений Кабира — «Биджак», «Кабир Грантхавали», а также гимны, вошедшие в священные книги различных традиций, как например, включённые в священную книгу сикхов «Ади Грантх». Самым важным собранием Кабира является «Биджак», который является важнейшим объектом поклонения и священной книгой ордена кабирпантх.
Один из главных мотивов, повторяющихся в стихах Кабира — нравственное совершенствование человека, что должно привести к улучшению мира в целом. Истинная вера заключается не в формальном соблюдении религиозных обрядов и предписаний, а в «очищении сердца».
Мысль о том, что любовь «повсеместно растворилась», особенно дорога Кабиру: Любовь и Правда не в святых местах — они всюду, Любовь и Правда; и прежде всего — в повседневных делах человека. Особое место в творчестве Кабира занимает лирическая символика любви, связанная с разлукой — «вираха». Концепция разлуки, в основе которой лежит идея страстного желания соединиться с Божественной Душой, нашла яркое отражение в традиции бхактов и суфиев. Кабир, как и поэты суфии, подчёркивает единство разлуки и любви, их неразделимость, стремление одного раствориться в другом. И в этом проявляется общность концепции любви Кабира и суфийской лирики.
Квинтэссенцию стихов и жизни Кабира, как и Руми, составляет идея любви к Богу, любви равной и всеобъемлющей. Святой поэт учил, что человек не раб божий, а друг; не раб, склоняющийся перед ним, а любящий, который видит в нём свою опору. По взглядам и Руми, и Кабира, истинная вера заключается не в строгом соблюдении религиозных обрядов и предписаний, а в очищении сердца. «Кааба, — учил Руми, — находится не в Мекке, а в собственном сердце». Вера в единство человечества и ценность служения Единому Богу, находящемуся в сердце каждого человека, является основой подвижнической жизни поэта-санта.
Кабир мечтал о справедливом обществе, в котором блаженство обретает только тот, кто не гонится за мирской славой, считает других равными себе и неуклонно следует своему долгу. Основой этого общества должны стать не только бхакти (любовь к Богу), но и према (взаимная любовь всех людей). Бог должен находиться в сердце человека, чтобы сердце могло через любовь к Богу проникнуться любовью к людям.

## Смерть
О смерти Кабира также существует легенда. Когда Кабир почувствовал приближение смерти, он стал собираться в Магхару. Ирония в том, что по преданиям все умершие в священном для индуистов городе Бенаресе, где он прожил всю жизнь, обретают спасение, но святой, проповедовавший действенность только личных качеств, не считал зазорным умирать в обычном городке. Ученик Кабира раджа Бирсингха, узнав о том, что Учитель идёт в Магхару, собрал своё войско и пошёл навстречу Гуру. Правитель Магхары, мусульманин Биджли Хан, тоже с нетерпением ожидал прихода Кабира. Сант пришёл в Магхару в сопровождении тысяч своих последователей и учеников. Кабир поселился в маленькой хижине на берегу реки Амии. Войдя в неё, он попросил принести ему два покрывала и цветы лотосов, велел закрыть двери и оставить его в покое. Однако скоро вломился раджа Бирсингха и стал умолять Учителя дать разрешение после его смерти совершить обряд по всем законам индуизма, то есть предать тело огню. Но тут же явился мусульманский наваб Биджли Хан и возопил: «Похоронить Учителя по обряду хинду! Лучше все мои воины лягут костьми на этой земле! Я похороню Учителя, как заповедовал Пророк Мухаммад!». Кабир почувствовал, что ученики готовы схватиться за оружие и пролить кровь не только свою, но и двух армий, воскликнул: «Будьте осторожны! Не обсуждайте этот вопрос между собой и не беритесь за оружие!» Ученики, пристыженные, удалились. Когда, спустя некоторое время, люди вошли в хижину, они не обнаружили тела Кабира. На смертном одре лежали лишь два покрывала с разбросанными на них цветами. Индусы взяли одно покрывало с цветами и предали сожжению (пепел сохраняют по сей день в резиденции ордена кабирпантх в Бенаресе). Второе же покрывало мусульмане захоронили в Магхаре. Впоследствии там были выстроены два белоснежных надгробия: одно индусское, другое — мусульманское. Теперь это место служит местом паломничества для индусов и мусульман.